# الوارپت
الوارپت (به انگلیسی: Alwarpet) یک منطقهٔ مسکونی در هند است که در چنای واقع شده‌است.